# Mehdi Hüseynzadə
Mehdi Hənifə oğlu Hüseynzadə (partizansko ime Mihajlo, rusko Мехти Ганифа оглы Гусейн-заде - Михайло, Mehti Ganifa ogli Gusejn-zade - Mihajlo), azerbajdžanski diverzant in obveščevalec 9. korpusa NOVJ, * 22. december 1918, Novhani pri Bakuju, Sovjetska zveza, † 16. november 1944, Vitovlje, Kraljevina Italija (zdaj Slovenija).
Avgusta 1941 je bil vpoklican v Rdečo armado. Po končanem šolanju na pehotni častniški šoli v Tbilisiju je bil 1942 kot poročnik poslan na fronto. V bitki za Stalingrad je bil poveljnik voda. Konec avgusta 1942 je bil pri Kalaču na Donu ranjen in ujet. V Berlinu je delal kot prevajalec. Naslednje leto je bil obveščevalec v azerbajdžanski diviziji nemškega Wehrmachta, nato pa je s turkestansko divizijo Wehrmachta prišel v Videm, kjer je bil član vojaške obveščevalne službe. Iz nemške vojske mu je  uspelo pobegniti. Prišel je v stik z italijanskimi partizani in se pridružil borcem 9. korpusa. Padel je pod streli nemške vojske v Vitovljah pri Šempasu. Pokopan je v Čepovanu.
Njegovo življenje med drugo svetovno vojno je opisal Imran Gasimov v knjigi Na oddaljenih bregovih. O zadnjem letu življenja in boja legendarnega diverzanta Mihajla pa je v romanu Eden za vse ali Mihajlovo maščevanje pisal Peter Amalietti. 

## Odlikovanja
Na pobudo generalnega sekretarja italijanske komunistične partije Palmira Togliattija mu je Stalin oz. predsedstvo Vrhovnega sovjeta Sovjetske zveze posmrtno podelil odlikovanje reda heroja Sovjetske zveze, Republika Italija pa srebrno medaljo za hrabrost.